# 헨리 워즈워스 롱펠로
헨리 워즈워스 롱펠로(Henry Wadsworth Longfellow, 1807년 2월 27일 ~ 1882년 3월 24일)는 미국의 시인이다. 〈인생찬가〉나 〈에반젤린〉 등의 시로 잘 알려져 있으며, 단테의 신곡을 미국에서 처음 번역했던 인물이기도 하다.  그는 초월주의 운동이 일어난 시점에 활약하였지만, 초월주의자는 아니었다.

## 생애

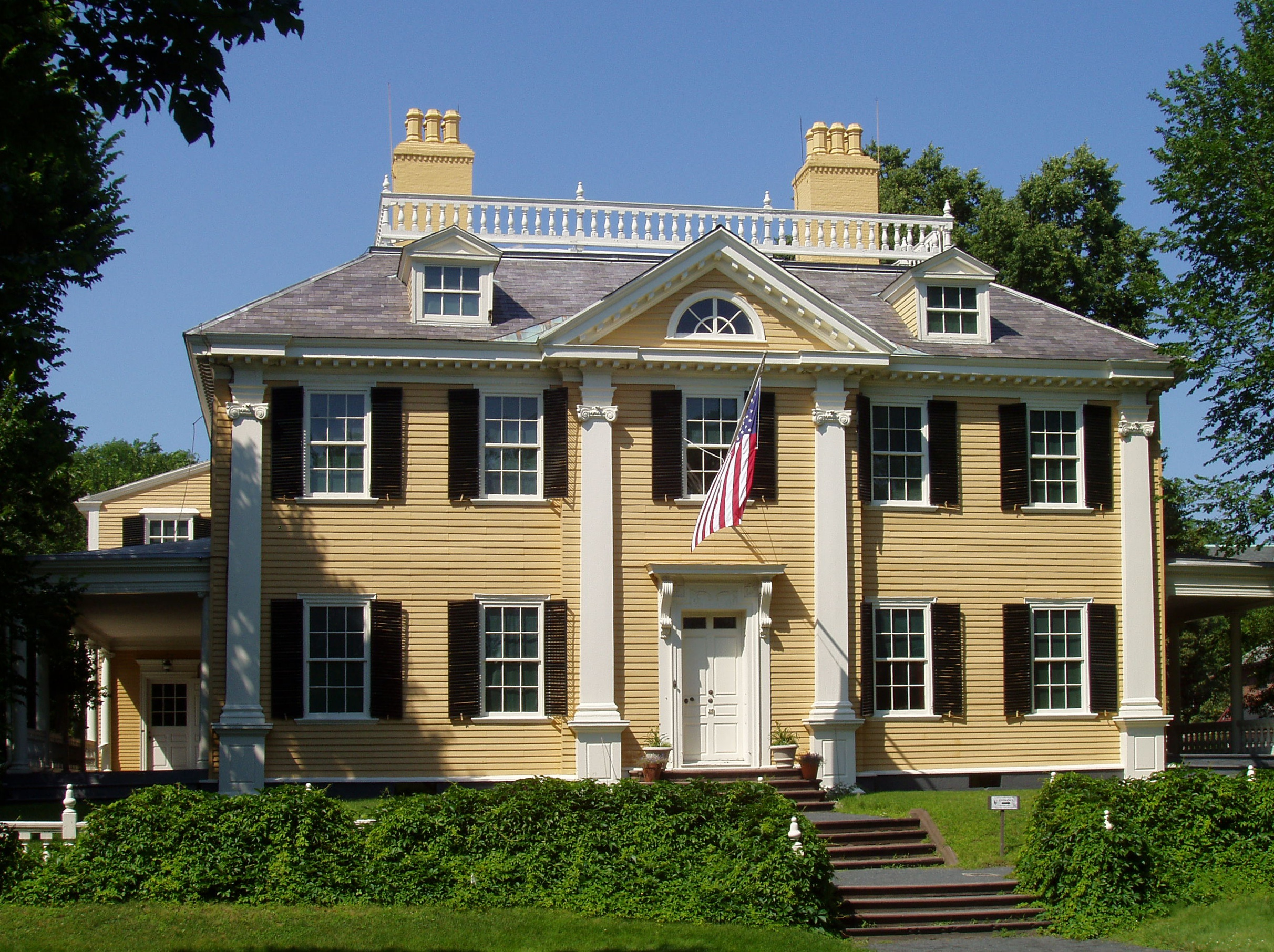
롱펠로우의 생가

1807년 2월 27일 미국 메인주 포틀랜드에서 질파 워즈워스 롱펠로와 스테판 롱펠로의 아들로 출생하였다. 아버지는 변호사이고, 외할아버지 벨렉 워즈워스 장군은 미국 독립 전쟁 중에 장군이었다. 롱펠로의 가정은 1676년에 영국의 요크셔에서 신대륙으로 건너온 가족이다. 또한 외가에서, 메이플라워 호의 승선자인 프리실라 알덴, 존 알덴, 윌리엄 브루, 헨리 샘슨, 존 하울랜드, 리처드 워런의 피를 받았으며, 또한 역대 대통령을 많이 배출한 존 라스 드롭 목사의 피도 이어받았다.
롱펠로의 형제는 스테판 (1805년생), 엘리자베스(1808년생), 앤(1810년생), 알렉산더(1814년생), 메리(1816년생), 엘런(1818년생), 사무엘(1819년생)로 7명이었다. 롱펠로는 읽기가 매우 우수하였고, 세 살때 사숙에 입학하여 6살 때 포틀랜드 아카데미에 들어갔다. 1822년 14세의 나이에 브런스윅 보든 대학교에 입학했다. 여기서는 평생 친구가 될 너대니얼 호손과 만났다.

### 첫 번째 유럽 여행

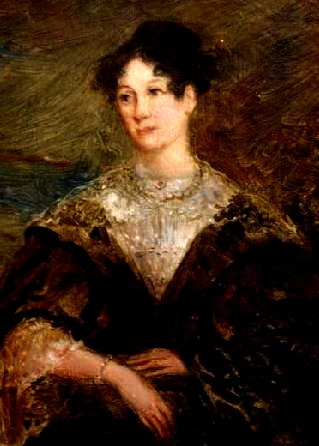
첫 번째 아내 메어리 스토어러 포터

1825년 보든 대학교를 졸업한 후, 언어학의 연구를 위해 여러 번 유럽에 파견 근무를 한다는 조건으로 대학의 교수직 제안을 받았다. 1826년부터 1829년 사이, 유럽(영국, 프랑스, 독일, 네덜란드, 이탈리아, 스페인)를 여행하고 귀국해서 버든에서는 처음으로 현대 언어학 교수가 되었고, 또한 비상근 사서가 되기도 했다. 이 교수 시절에 롱펠로는 프랑스어, 이탈리아어, 스페인어 교본을 만들거나 여행기 《바다를 건너 : 바다를 건넌 순례자》(Outre - Mer : A Pilgrimage Beyond the Sea)를 저술하였고, 그해 1831년 포틀랜드의 메리 스토어러 포터와 결혼했다.

### 두 번째 유럽 여행
롱펠로는 또한 1년 정도의 해외 유학이라는 조건부로 하버드 대학의 프랑스어와 스페인어의 스미스 교수(Smith Professor of French and Spanish) 자리를 얻었다. 롱펠로가 여행 도중에 로테르담에 있었던 1835년, 아내 메리는 유산 후 22세의 나이로 사망하게 된다. 3년 후,롱펠로는 메리와 사랑에 영향을 받은 《천사의 발자국》(Footsteps of Angels)을 썼다.
1836년 롱펠로는 미국으로 돌아와 하버드 교수직에 올랐다. 케임 브리지에 살며, 평생 거기 머물게 되었다. 그러나 여름 동안만은 나한트에서 보냈다. 그즈음 시집 출간을 시작했다. 1839년의 처음으로 시집 《밤의 소리》(Voices of the Night), 1841년의 《발라드와 다른 시》(Ballads and Other Poems)를 발표했다. 《발라드와 다른시》에는 유명한 시 〈마을의 대장장이〉(The Village Blacksmith)가 들어 있다.

### 재혼

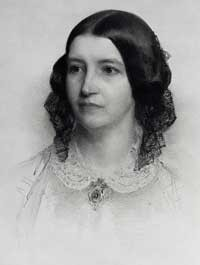
7년간 구애 끝에 결혼한 프랜시스 애플턴, 1843

롱펠로는 보스턴의 부유한 사업가 네이선 애플턴의 딸, 프랜시스 파나 애플턴과의 교제를 시작했다. 이 교제 기간, 롱펠로는 종종 하버드에서 보스톤 브리지를 넘어 보스턴에 있는 애플턴 집까지 걸어 다녔다. 이 교량은 오래되어 1906년에 재가설되었고 롱펠로 브리지라고 불렸다. 7년 후에 파니와 결혼에 동의하고, 1843년 두 사람은 결혼했다. 네이트 애플턴은 두 사람에게 결혼 선물로 찰스 강이 내려다 보이는 "크레기 하우스"(Craigie House)를 구매했다. 이 집은 독립 전쟁 중에 조지 워싱턴 장군과 그 참모가 점령한 것이었다. 파니에 대한 롱펠로의 사랑은 1845년 10월에 쓴 그의 유일한 사랑의 시 소네트 〈밤의 별〉(The Evening Star)에 나오는 다음 구절에서 엿볼 수 있다.
| “ | 오, 내 사랑하는 사랑스런 금성이여! O my beloved, my sweet Hesperus! 나의 사랑하는 아침, 저녁 별아! My morning and my evening star of love!) | ” |

롱펠로와 그녀의 사이에서는 6명의 아이를 가졌다. 론구훼로과 웃기는 사이에 6 명의 아이가 태어났다. 찰리 애플턴 (1844-1893), 어니스트 워즈워스 (1845-1921), 퍼니(1847-1848), 앨리스 메리 (1850-1928), 에디스 (1853-1915), 앤 알레그라 (1855-1934)
1847년 4월 7일에 파니의 출산 때 나단 쿨리 유지 박사는 파니에게 마취를 사용하였고, 이것은 미국에서 처음으로 산부인과 마취가 사용된 사례였다.
1854년 하버드에서 은퇴하고 저술에 전념하기로 했다.1859년에는 하버드 대학에서 명예 박사 학위를 받았다.
그의 시는 건전한 인생관을 바탕으로 알기 쉬운 표현을 하여 널리 애독되었는데, 한편 너무 통속적이고 낭만적인 교훈조여서 20세기에 들면서 그리 환영받지 못하였다.

## 작품

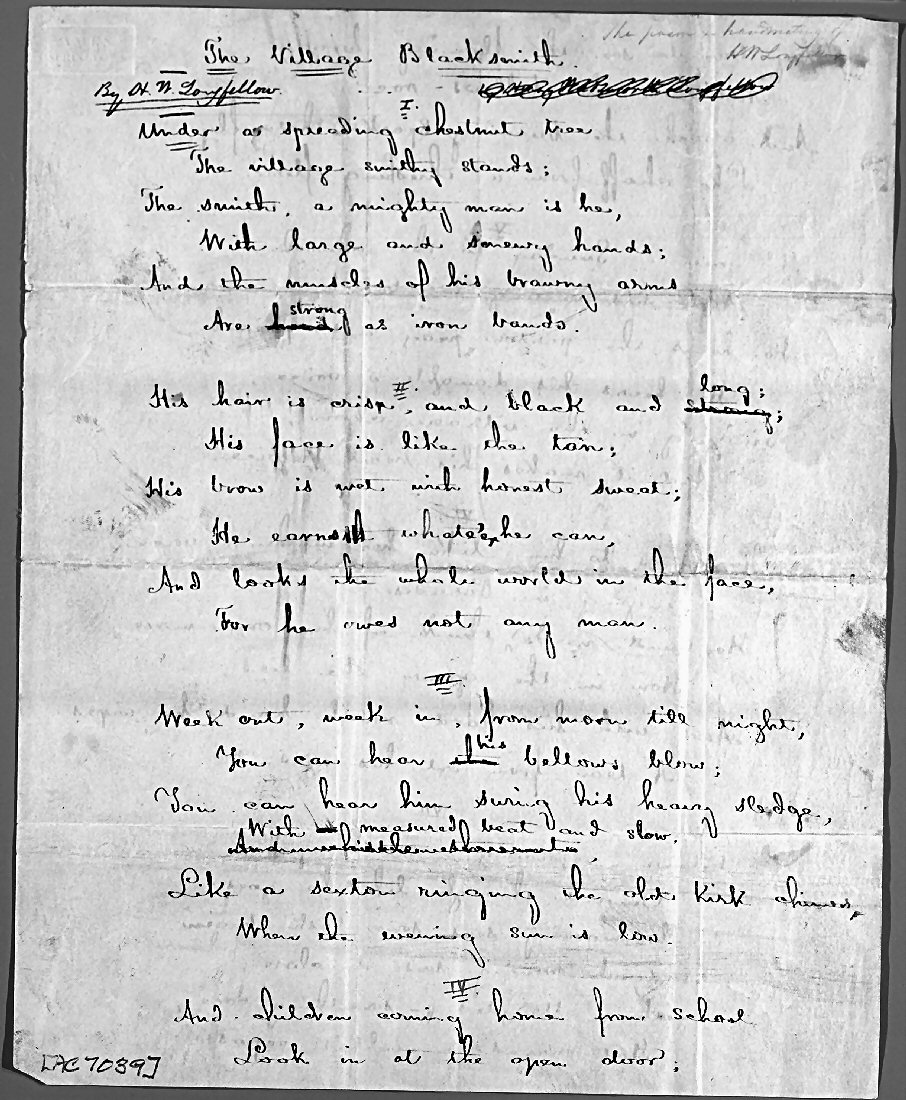
"The Village Blacksmith" (손글씨 1페이지)

### 소설
- 《바다를 건너 : 바다를 건넌 순례자》 (Outre - Mer : A Pilgrimage Beyond the Sea, 1835)
- 《하이 페리온, 로맨스》(Hyperion, a Romance. 1839)
- 《스페인 학생》(The Spanish Student 3 막 극, 1843)
- 《카바나 : 이야기》(Kavanagh : A Tale. 1849)
- 《바닷가와 난롯가》(The Seaside and the Fireside. 1850)
- 《황금 전설》(The Golden Legend. 詩劇, 1851)
- 《뉴잉글랜드의 비극》 (The New England Tragedies. 1868)
- 《하느님의 비극》 (The Divine Tragedy. 1871)
- 《쿠리스투스》 (Christus. 신비, 1872)
- 《3권의 노래 책》 (Three Books of Song. 1872)
- 《아득한 목표》 (Ultima Thule. 1880)

### 시집
- 《밤의 소리 : Voices of the Night : 발라드와 다른 시》(Ballads; and other Poems. 1839)
- 《발라드와 다른 시》(Ballads and Other Poems. 1842)
- 《노예시》(Poems on Slavery. 1842)
- 《브뤼헤의 종탑과 다른 시 (The Belfry of Bruges and Other Poems. 1845)
- 《에반젤린 : 아카디 이야기》(Evangeline : A Tale of Acadie. 서사시, 1847)
- 《하이아와사의 노래》(The Song of Hiawatha. 서사시, 1855)
- 《마일스 스탄디슈의 교제와 다른 시》(The Courtship of Miles Standish and Other Poems .1858)
- 《가정시》 (Household Poems 1865)
- 《길가의 여인숙 이야기》(Tales of a Wayside Inn.시, 1863)
- 《루스의 꽃》 (Flower-de-Luce.시, 1867)
- 《그 후》(Aftermath.시, 1873)
- 《판도라의 가면과 다른 시》 (The Masque of Pandora and Other Poems. 1875)
- 《녹색 모스와 다른 시》 (Kéramos and Other Poems. 1878)
- 《항구에서》(In the Harbor.시, 1882)

### 번역
- 《단테의 신곡》 (Dante's Divine Comedy, 1867)
- 《단 호르게 만리케의 코프라》 (Coplas de Don Jorge Manrique, 1833)

### 명시선집
- 《유럽 시인과 시》(Poets and Poetry of Europe, 1844)
- 《웨이프》(The Waif, 1845)
- 《시와 공간》(Poems of Places, 1874)